# Amictus heteroptera
Amictus heteroptera är en tvåvingeart som först beskrevs av Macquart 1840.  Amictus heteroptera ingår i släktet Amictus och familjen svävflugor.
Artens utbredningsområde är Algeriet. Inga underarter finns listade i Catalogue of Life.